# Itame buffonaria
Itame buffonaria är en fjärilsart som beskrevs av Pierre Millière 1867. Itame buffonaria ingår i släktet Itame och familjen mätare. Inga underarter finns listade i Catalogue of Life.